# Germantown (Kentucky)
Germantown es una ciudad ubicada en el condado de Bracken en el estado estadounidense de Kentucky. En el Censo de 2010 tenía una población de 154 habitantes y una densidad poblacional de 487,37 personas por km².

## Geografía
Germantown se encuentra ubicada en las coordenadas 38°39′21″N 83°57′51″O / 38.65583, -83.96417. Según la Oficina del Censo de los Estados Unidos, Germantown tiene una superficie total de 0.32 km², de la cual 0.32 km² corresponden a tierra firme y (0%) 0 km² es agua.

## Demografía
Según el censo de 2010, había 154 personas residiendo en Germantown. La densidad de población era de 487,37 hab./km². De los 154 habitantes, Germantown estaba compuesto por el 97.4% blancos, el 2.6% eran afroamericanos, el 0% eran amerindios, el 0% eran asiáticos, el 0% eran isleños del Pacífico, el 0% eran de otras razas y el 0% pertenecían a dos o más razas. Del total de la población el 0% eran hispanos o latinos de cualquier raza.